# Vertrag von Paris (1718)
Der Vertrag von Paris vom 21. Januar 1718 regelte offene Fragen zwischen dem Königreich Frankreich und dem im Frieden von Rijswijk 1697 wiedererrichteten Herzogtum Lothringen. Der unmündige König von Frankreich, Ludwig XV., vertreten durch den Regenten Philippe II. de Bourbon, duc d’Orléans, und der Herzog von Lothringen, Leopold, der Schwager des Regenten, vereinbarten darin folgende Artikel:
Art. 1. Die Verträge von 1661 (Vertrag von Vincennes) und 1663 (Vertrag von Marsal) zwischen dem König von Frankreich, Ludwig XIV., und dem Herzog von Lothringen, Karl IV., sowie die Verträge von 1697 (Frieden von Rijswijk) und 1714 (Friede von Baden) zwischen dem König von Frankreich und dem Kaiser und Reich, soweit sie den Herzog von Lothringen betreffen, dienen als Grundlage des gegenwärtigen Vertrags und bleiben in Kraft, soweit der gegenwärtige Vertrag nicht anders bestimmt.
Art. 2. Die Festungsstadt Saarlouis war im Frieden von Rijswijk de jure von Lothringen an Frankreich gekommen. Als ihr Umland war im Frieden von Rijswijk ein Bezirk von einer halben Meile um die Stadt Saarlouis bestimmt worden. Lothringen überlässt Frankreich die fünf Dörfer Beaumarais, Ensdorf (Saar), Fraulautern, Lisdorf, Roden (Saar) und die demolierte Stadt  Wallerfangen, die seit dem Frieden von Rijswijk gemäß getroffener Vereinbarung der beiderseitigen Offiziere de facto zu der französischen Exklave um die Festungsstadt Saarlouis gehörten.
Art. 3. Die Festungsstadt und Herrschaft Longwy waren im Frieden von Rijswijk de jure von Lothringen an Frankreich gekommen. Als Ausgleich war im Frieden von Rijswijk bestimmt worden, dass Frankreich Lothringen eine Herrschaft gleichen Ausmaßes und Werts in den Drei Bistümern überlassen würde. Frankreich behält wegen der komplizierten Grenzverläufe nur die Festungsstadt Longwy und ihr Umland (les villes haute et basse de Longwy, et … les villages de Mexy, Herserange, Long-la-Ville, Mont Saint-Martin, Glaba, Autru, Piedmont, Romain, Lexy et Réhon) und überlässt Lothringen die restliche Herrschaft Longwy.
Art. 4. Weitere Bestimmungen zur Herrschaft Longwy, betreffend die Waldungen.
Art. 5. Weitere Bestimmungen zur Herrschaft Longwy, betreffend die an Lothringen zurückfallenden Dörfer (… des villages de Gondrange, du Prieuré de Brehain-la-Cour, de la Magdelaine, Rédange, Athus, Asch, Batincourt, Bury-la-Ville, Houdlémont, et autres si aucuns y a).
Art. 6. Bestimmungen zu Sarrebourg und Phalsbourg.
Art. 7–27. Bestimmungen zu verschiedenen Orten.
Art. 28–67. Allgemeine Bestimmungen.
Art. 68. Schlussbestimmungen.

## Belege
1. ↑  Lettres patentes pour l'exécution du traité conclu à Paris le 21 janvier 1718. Données à Paris le 2 fevrier 1718. Registrées en Parlement le 7 avril 1718. Paris 1718 (französisch, bnf.fr).